# Weitershain
Weitershain ist ein Stadtteil von Grünberg im mittelhessischen Landkreis Gießen. Der Ort befindet sich auf der Hochebene des Vorderen Vogelsbergs zwischen der Zwester Ohm und dem Lumdatal. Durch den Ort verläuft die Landesstraße 3146.

## Ortsgeschichte

### Mittelalter
Am 16. Dezember 1265 wurde Weitershain als Widradeshagen in den Güterverzeichnissen des Klosters Haina erstmals urkundlich erwähnt, als der Ritter Heiderich von Dalheim'(Thalheim) und seine Ehefrau Kunigunde am 16. Dezember 1265 dem Kloster ihrer Sünden halber die Hälfte ihrer Güter in Widradeshagen schenkten: „bona quedam in Widradeshagen, Norderna“ (einige Güter in Weitershain und Norderna). Der jährliche Ertrag wird mit 9 Schilling weniger 4 Pfennige genannt. Ebenfalls schenkten sie die Hälfte ihrer Güter im Dorf Sickels (Wüstung 4,5 km nordöstlich von Allendorf), die mit 8 Schilling Pfennige, 1 Malter Hafer, 4 Gänse und 4 Hühner angegeben wurden.
Um 1267 bestimmte Walter von Nordeck, dass nach dem Tod seiner Frau die Güter zu Widradeshagen an den Deutschen Orden in Marburg fallen sollten. Die Erwähnung findet sich in einem Kopiar aus dem Jahre 1341.
1269, möglicherweise 1270, gab Hartrad von Merenberg die ihm von Walter von Nordeck zu Lehen übertragenen Güter zu Odenhausen, Weitershain, Nordernahe und Stembel als sein Eigentum an.
1282/83 war der Zehnte zu Widradeshan eppsteinisches Lehen der Herren von Nordeck.
1341, im Streit zwischen dem Deutschen Orden in Marburg und den Erben Walters von Nordeck, sprach Graf Johann von Nassau die Güter dem Deutschen Orden zu. 1369 wird der Ort „Widratzhen“ genannt. Ein Eintrag in einem Salbuch des 14. Jahrhunderts lautet: „im dorffe Wydertzhayn“. Damit ist erstmals die Siedlungsform Dorf für Weitershain genannt.
Im Jahre 1489 verkaufte das Kloster Arnsburg den Grünberger Antonitern seinen Besitz zu Weitershain.

### Neuzeit
Die Statistisch-topographisch-historische Beschreibung des Großherzogthums Hessen berichtet 1830 über Weitershain:

„Weitershain (L. Bez. Grünberg) evangel. Filialdorf; liegt 2. St von Grünberg, gehört der Freiherrl. Familie von Nordeck zur Rabenau, hat 102 Häuser und 465 Einwohner, die alle evangelisch sind. Der Ort hat 1 Kirche, 1 Schulhaus und 1 Hof, Petershainer Hof genannt. Unter den Einwohnern sind 75 Bauern und 4 Handwerker. – Weitershain kommt früher unter dem Namen Wydreitshain vor, und gehörte im 16. Jahrhundert zur Londorfer Mark. Im Jahr 1822 hat die Patrimonialgerichtsherrschaft die administrative Verwaltung an den Staat abgetreten.“

Hessische Gebietsreform (1970–1977)
Zum 31. Dezember 1970 wurde die bis dahin selbständige Gemeinde Weitershain im Zuge der Gebietsreform in Hessen auf freiwilliger Basis In die Stadt Grünberg eingemeindet. Für Weitershain, sowie für alle ehemals eigenständigen Gemeinden von Grünberg und die Kernstadt wurde je ein Ortsbezirk gebildet.

### Verwaltungsgeschichte im Überblick
Die folgende Liste zeigt die Staaten und Verwaltungseinheiten, denen Weitershain angehört(e):
- vor 1567 Heiliges Römisches Reich, Landgrafschaft Hessen, Patrimonialgericht Londorf
- ab 1567: Heiliges Römisches Reich, Landgrafschaft Hessen-Marburg, Amt Allendorf/Lumda, Gericht Londorf der Freiherren Nordeck zur Rabenau[16]
- 1604–1648: Heiliges Römisches Reich, strittig zwischen Landgrafschaft Hessen-Darmstadt und Landgrafschaft Hessen-Kassel (Hessenkrieg)
- ab 1604: Heiliges Römisches Reich, Landgrafschaft Hessen-Darmstadt, Oberfürstentum Hessen, Amt Allendorf/Lumda
- ab 1806: Großherzogtum Hessen,[Anm. 2] Fürstentum Ober-Hessen, Amt Allendorf an der Lumda[17][18]
- ab 1815: Deutscher Bund (bis 1866), Großherzogtum Hessen, Provinz Oberhessen, Amt Allendorf/Lumda, Gericht Londorf[19]
- ab 1821: Großherzogtum Hessen, Provinz Oberhessen, Landratsbezirk Grünberg[Anm. 3]
- ab 1832: Großherzogtum Hessen, Provinz Oberhessen, Kreis Grünberg
- ab 1848: Großherzogtum Hessen, Regierungsbezirk Gießen
- ab 1852: Großherzogtum Hessen, Provinz Oberhessen, Kreis Grünberg
- ab 1867: Norddeutscher Bund,[Anm. 4] Großherzogtum Hessen, Provinz Oberhessen, Kreis Grünberg
- ab 1871: Deutsches Reich, Großherzogtum Hessen, Provinz Oberhessen, Kreis Grünberg
- ab 1874: Deutsches Reich, Großherzogtum Hessen, Provinz Oberhessen, Kreis Gießen
- ab 1918: Deutsches Reich (Weimarer Republik), Volksstaat Hessen, Provinz Oberhessen, Kreis Gießen
- ab 1938: Deutsches Reich, Volksstaat Hessen, Landkreis Gießen[20][Anm. 5]
- ab 1945: Amerikanische Besatzungszone,[Anm. 6] Groß-Hessen, Regierungsbezirk Darmstadt, Landkreis Gießen
- ab 1946: Amerikanische Besatzungszone, Hessen, Regierungsbezirk Darmstadt, Landkreis Gießen
- ab 1949: Bundesrepublik Deutschland, Hessen, Regierungsbezirk Darmstadt, Landkreis Gießen
- ab 1971: Bundesrepublik Deutschland, Hessen, Regierungsbezirk Darmstadt, Landkreis Gießen, Stadt Grünberg[Anm. 7]
- ab 1977: Bundesrepublik Deutschland, Hessen, Regierungsbezirk Darmstadt, Lahn-Dill-Kreis, Stadt Grünberg
- ab 1979: Bundesrepublik Deutschland, Hessen, Regierungsbezirk Darmstadt, Landkreis Gießen, Stadt Grünberg
- ab 1981: Bundesrepublik Deutschland, Hessen, Regierungsbezirk Gießen, Landkreis Gießen, Stadt Grünberg

### Gerichte seit 1803
In der Landgrafschaft Hessen-Darmstadt wurde mit Ausführungsverordnung vom 9. Dezember 1803 das Gerichtswesen neu organisiert. Für die Provinz Oberhessen wurde das Hofgericht Gießen eingerichtet. Es war für normale bürgerliche Streitsachen Gericht der zweiten Instanz, für standesherrliche Familienrechtssachen und Kriminalfälle die erste Instanz. Übergeordnet war das Oberappellationsgericht Darmstadt.
Die Rechtsprechung der ersten Instanz wurde durch die Ämter bzw. Standesherren vorgenommen und somit war für Weitershain das „Patrimonialgericht der Freiherren  Nordeck zur Rabenau“ in Londorf zuständig. Nach der Gründung des Großherzogtums Hessen 1806 wurden die Aufgaben der ersten Instanz 1821 im Rahmen der Trennung von Rechtsprechung und Verwaltung auf die neu geschaffenen Land- bzw. Stadtgerichte übertragen. 1822 traten die Freiherren Nordeck zur Rabenau ihre Rechte am Patrimonialgericht Londorf an das Großherzogtum Hessen ab. „Landgericht Grünberg“ war daher von 1822 bis 1879 die Bezeichnung für das erstinstanzliche Gericht das für Weitershain zuständig war.
Anlässlich der Einführung des Gerichtsverfassungsgesetzes mit Wirkung vom 1. Oktober 1879, infolge derer die bisherigen großherzoglichen Landgerichte durch Amtsgerichte an gleicher Stelle ersetzt wurden, während die neu geschaffenen Landgerichte nun als Obergerichte fungierten, kam es zur Umbenennung in „Amtsgericht Grünberg“ und Zuteilung zum Bezirk des Landgerichts Gießen. Am 1. Juli 1968 erfolgte die Auflösung des Amtsgerichts Grünberg, Weitershain wurde dem Amtsgericht Gießen zugelegt. Mit Wirkung vom 1. Januar 1882 wurden Weitershain dem Amtsgericht Homberg an der Ohm zugeteilt. Weitershain kam aber bereits zum 1. Juli 1886 an den Sprengel des Grünberger Gerichts zurück. Vom 1. Januar 1977 bis zum 1. August 1979 trug das Gericht den Namen „Amtsgericht Lahn-Gießen“ der mit der Auflösung der Stadt Lahn wieder in „Amtsgericht Gießen“ umbenannt wurde.

## Bevölkerung

### Einwohnerstruktur 2011
Nach den Erhebungen des Zensus 2011 lebten am Stichtag dem 9. Mai 2011 in Weitershain 507 Einwohner. Darunter waren 6 (1,2 %) Ausländer.
Nach dem Lebensalter waren 84 Einwohner unter 18 Jahren, 192 zwischen 18 und 49, 123 zwischen 50 und 64 und 111 Einwohner waren älter. Die Einwohner lebten in 201 Haushalten. Davon waren 42 Singlehaushalte, 69 Paare ohne Kinder und 72 Paare mit Kindern, sowie 12 Alleinerziehende und 6 Wohngemeinschaften. In 45 Haushalten lebten ausschließlich Senioren und in 123 Haushaltungen lebten keine Senioren.

### Einwohnerentwicklung
| • 1577: | 052 Hausgesesse                                                                   |
| • 1669: | 193 Seelen                                                                        |
| • 1742: | 001 Geistlicher/Beamter, 57 Untertanen, 22 Junge Mannschaften, kein Beisasse/Jude |
| • 1800: | 435 Einwohner                                                                     |
| • 1806: | 444 Einwohner, 62 Häuser                                                          |
| • 1829: | 465 Einwohner, 102 Häuser                                                         |
| • 1867: | 435 Einwohner, 93 Häuser                                                          |

| Weitershain: Einwohnerzahlen von 1800 bis 2020 | Weitershain: Einwohnerzahlen von 1800 bis 2020 | Weitershain: Einwohnerzahlen von 1800 bis 2020 | Weitershain: Einwohnerzahlen von 1800 bis 2020 | Weitershain: Einwohnerzahlen von 1800 bis 2020 |
| --- | ---------------------------------------------- | ---------------------------------------------- | ---------------------------------------------- | ---------------------------------------------- |
| Jahr |                                                |                                                |                                                | Einwohner                                      |
| 1800 | 1800                                           |                                                | 435                                            | 435                                            |
| 1806 | 1806                                           |                                                | 444                                            | 444                                            |
| 1829 | 1829                                           |                                                | 465                                            | 465                                            |
| 1834 | 1834                                           |                                                | 475                                            | 475                                            |
| 1840 | 1840                                           |                                                | 499                                            | 499                                            |
| 1846 | 1846                                           |                                                | 506                                            | 506                                            |
| 1852 | 1852                                           |                                                | 487                                            | 487                                            |
| 1858 | 1858                                           |                                                | 434                                            | 434                                            |
| 1864 | 1864                                           |                                                | 443                                            | 443                                            |
| 1871 | 1871                                           |                                                | 502                                            | 502                                            |
| 1875 | 1875                                           |                                                | 478                                            | 478                                            |
| 1885 | 1885                                           |                                                | 483                                            | 483                                            |
| 1895 | 1895                                           |                                                | 524                                            | 524                                            |
| 1905 | 1905                                           |                                                | 524                                            | 524                                            |
| 1910 | 1910                                           |                                                | 545                                            | 545                                            |
| 1925 | 1925                                           |                                                | 548                                            | 548                                            |
| 1939 | 1939                                           |                                                | 496                                            | 496                                            |
| 1946 | 1946                                           |                                                | 668                                            | 668                                            |
| 1950 | 1950                                           |                                                | 706                                            | 706                                            |
| 1956 | 1956                                           |                                                | 554                                            | 554                                            |
| 1961 | 1961                                           |                                                | 531                                            | 531                                            |
| 1967 | 1967                                           |                                                | 525                                            | 525                                            |
| 1970 | 1970                                           |                                                | 522                                            | 522                                            |
| 1980 | 1980                                           |                                                | ?                                              | ?                                              |
| 1987 | 1987                                           |                                                | 508                                            | 508                                            |
| 2003 | 2003                                           |                                                | 556                                            | 556                                            |
| 2011 | 2011                                           |                                                | 507                                            | 507                                            |
| 2016 | 2016                                           |                                                | 478                                            | 478                                            |
| 2020 | 2020                                           |                                                | 479                                            | 479                                            |
| Datenquelle: Historisches Gemeindeverzeichnis für Hessen: Die Bevölkerung der Gemeinden 1834 bis 1967. Wiesbaden: Hessisches Statistisches Landesamt, 1968. Weitere Quellen: LAGIS; Ab 1970: Stadt Grünberg:; Zensus 2011 |                                                |                                                |                                                |                                                |

### Historische Religionszugehörigkeit
| • 1829: | 465 evangelische (= 100 %) Einwohner                            |
| • 1961: | 481 evangelische (= 90,6 %), 32 katholische (= 6,0 %) Einwohner |

### Historische Erwerbstätigkeit
| • 1961: | Erwerbspersonen: 178 Land- und Forstwirtschaft, 84 Produzierendes Gewerbe, 19 Handel, Verkehr und Nachrichtenübermittlung, 12 Dienstleistungen und Sonstiges. |

## Politik
Für den Stadtteil Weitershain besteht ein Ortsbezirk (Gebiete der ehemaligen Gemeinde Weitershain) mit Ortsbeirat und Ortsvorsteher nach der Hessischen Gemeindeordnung.
Der Ortsbeirat besteht aus sieben Mitgliedern. Bei den Kommunalwahlen in Hessen 2021 betrug die Wahlbeteiligung zum Ortsbeirat 63,88 %. Alle Kandidaten gehörten der „Bürgerliste Weitershain“ an. Der Ortsbeirat wählte Anita Weitzel zur Ortsvorsteherin.

## Vereine
- Burschen- und Mädchenschaft Weitershain
- Freiwillige Feuerwehr Weitershain
- Jugendfeuerwehr Weitershain
- Gesangverein „Liederkranz“ Weitershain
- Reit- und Fahrverein Weitershain
- Schützenverein Weitershain e. V.
- Tanzgruppe „Teufelchen“
- VDK-Ortsgruppe Weitershain
- Sportverein VfL Weitershain